# Livets træ (Bahrain)
Livets træ (Arabisk: Shajarat-al-Hayat) i Bahrain er et cirka 400 år gammelt, 9,75 meter højt træ af arten Prosopis cineraria. Det vokser cirka 2 kilometer fra Jebel Dukhan.
Træet står på en høj i den bahrainske ørken og er omgivet af kilometervis af sand uden et eneste andet træ i syne, der er faktisk ikke meget andet liv i denne store, øde ørken. Udover træet gror der små buske og der lever også insekter. Ørkenen rammes ofte af kraftige sandstorme og gennemsnitstemperaturen i regionen er 40 grader celsius og når ofte op til 49 grader.
Det vides ikke hvordan træet kan gro på dette sted da forskere mener at den nærmeste vandkilde er en underjordisk flod cirka tre kilometer væk, og at træet på en måde trækker vand derfra. Andre mener at træet har lært at trække fugt ud fra vinden der blæser ind fra den Persiske bugt eller ved at trække fugt ud af sandkorn. En tredje, mere religiøs, forklaring er at træet står i det der engang var Edens have og derfor har en mere mytisk vandkilde.

## Turistattraktion
Træet er en lokal turistattraktion da det er det eneste større træ der vokser i området. Træet besøges af cirka 50.000 turister hvert år og er interessant det vokser i midten af ingenting uden nogen vandkilde og uden at have være blevet vandet en eneste gang igennem historien. Det regner stort set næsten ikke i Bahrain i løbet af året, som et resultat menes det at træet er et samlingspunkt for kulte der praktiserer ældgamle ritualer. Siden oktober 2010 har arkæologer gravet i området omkring træet og har fundet lerkrukker og andre artefakter.